# Ponte delle Aquile
Il ponte delle Aquile (in bulgaro: Орлов мост, Orlov Most) è un ponte ad arco che attraversa il torrente Perlovska nel centro di Sofia, la capitale della Bulgaria. Costituisce un'intersezione a raso importante e trafficata nel centro della città. Il suo nome deriva dalle quattro figure di aquile in bronzo poste sugli obelischi che adornano le colonne del ponte e ne sono i simbolici protettori.  
Si trova vicino allo Stadio nazionale Vasil Levski, ai Giardini del Principe ed al Giardino di Boris. Dopo l'entrata a Sofia da est, lungo il viale Tsarigradsko Šosse, il ponte è la prima intersezione attraverso la quale si entra nel centro vero e proprio de lla città. 

## Storia e descrizione

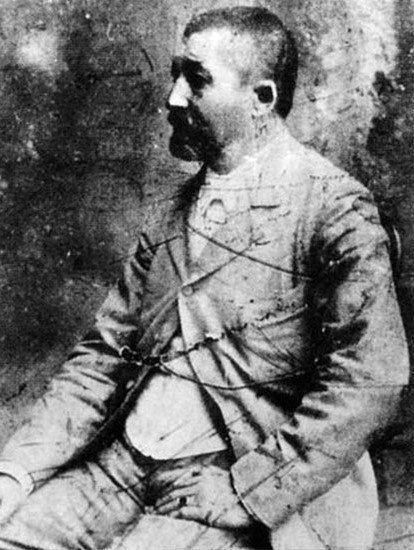
Antonin (Václav) Kolář (1841 - 1900). Fu l'autore del primo piano urbanistico della capitale bulgara, noto come "Piano di Batenberg".

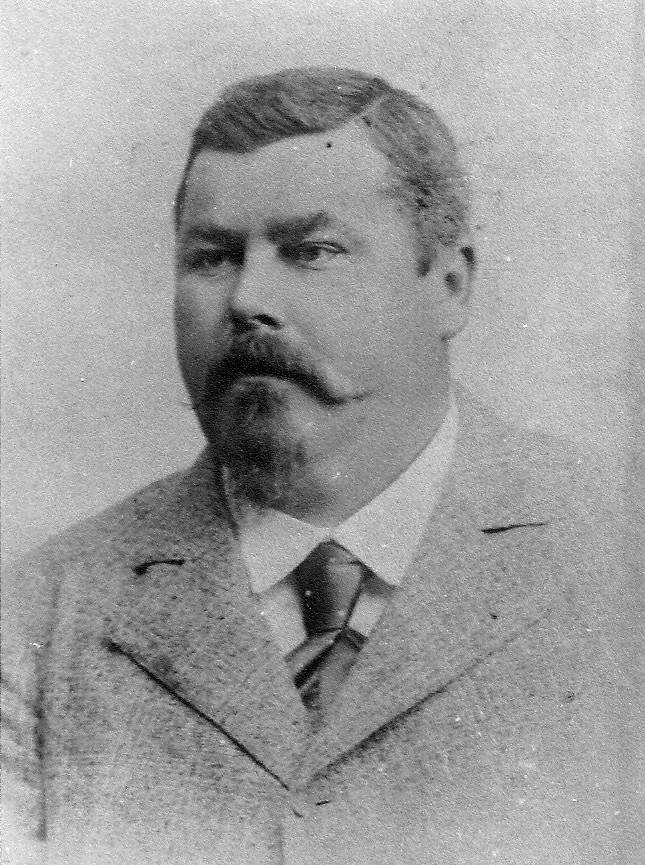
Theodor (Bogdan) Prošek (1858 - 1905)

Il ponte fu costruito nel 1891, due anni dopo la costruzione del Ponte dei Leoni. A quel tempo l'architetto capo di Sofia era il ceco Antonin (Václav) Kolář. Egli, insieme all'ingegnere ceco Václav Prošek, progettò entrambi i ponti. La costruzione del Ponte delle Aquile fu affidato ai fratelli ingegneri Theodor (Bogdan) e Jiří Prošek, cugini di Václav, fondatori del birrificio più moderno d'epoca ("Fratelli Prošekovi") e della prima tipografia di Sofia (Tipografia di Corte).
Il Ponte delle Aquile fu eretto come simbolo della libertà, poiché qui, nel marzo del 1878, furono accolti i prigionieri bulgari esiliati a Diyarbakır, i quali avevano levato la voce contro il dominio ottomano. L'evento è commemorato da un modesto blocco di pietra, collocato negli anni '90 del XX secolo dal Comune di Sofia.
Nel febbraio del 1878, nello stesso luogo, fu eretto un arco trionfale in occasione dell'arrivo nella nuova capitale bulgara del commissario dell'Imperatore russo, il principe Alexandr Mihajlovič Dondukov-Korsakov.

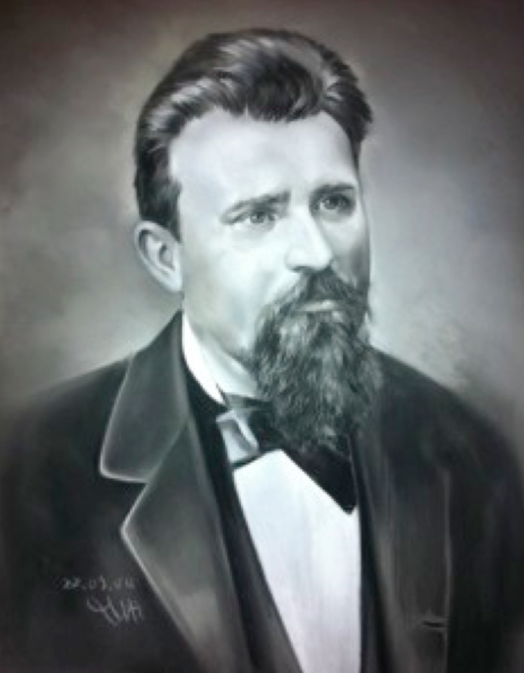
Jiří Prošek (1847-1905)

Le parti metalliche del ponte furono create, fuse e fornite dall'azienda viennese Rudolf Philipp Waagner & Biro (1891), attiva ancora ai giorni nostri. I suoi prodotti decorarono anche altri monumenti architettonici di Sofia: il Monumento a Vasil Levski e il recinto del Giardino della Città, entrambi opera di Václav Kolář, il Ponte dei Leoni (progettato da Václav Prošek), e il Palazzo del Principe (oggi Galleria nazionale). Il costo della costruzione dell'infrastruttura ammontò a 80.000 leva d'oro. La maggior parte del denaro venne raccolta tramite donazioni, e circa un terzo provenne dalla tesoreria della capitale.

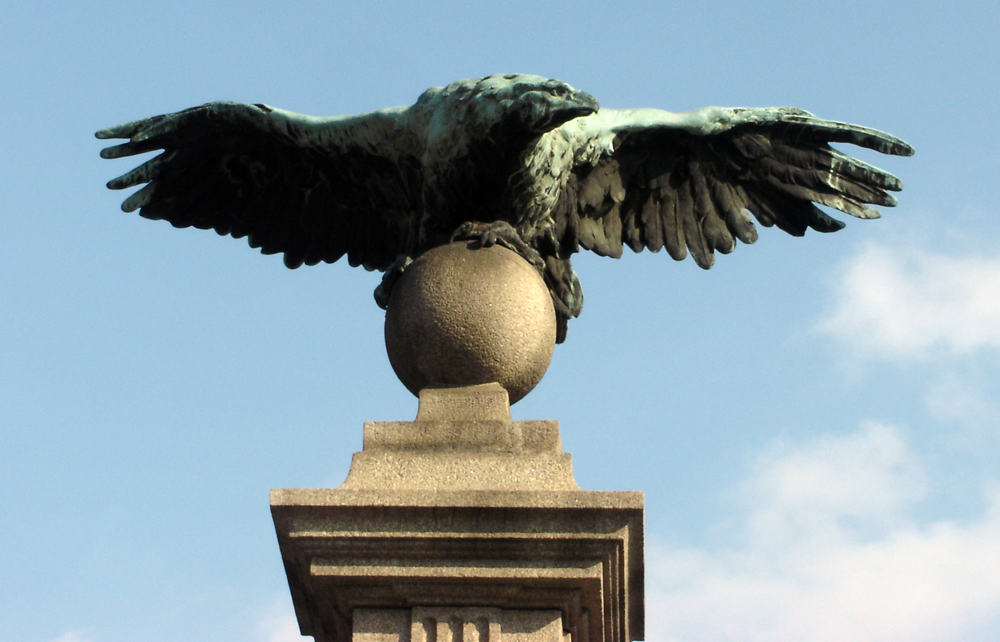
Una delle aquile di bronzo

Le aquile di bronzo furono i testimoni silenziosi della simbolica consegna delle chiavi di Sofia a molti capi di stato e celebrità che ricevettero il titolo di cittadino onorario di Sofia: l'ultimo imperatore di Germania Guglielmo II, l'ultimo scià di Persia Mohammad Reza Pahlavi, il cosmonauta sovietico Jurij Gagarin e il politico sovietico Nikita Sergeevič Chruščëv. Ironia della sorte, nel 1941 anche le truppe tedesche del generale Siegmund Wilhelm List furono accolte con fiori sul ponte, come anche i soldati sovietici del generale Fëdor Ivanovič Tolbuchin nel 1944.
Dopo la caduta del regime comunista nel 1989, il ponte divenne un luogo spesso preferito dei manifestanti. Ne furono esempi il raduno di milioni di persone simpatizzanti dell'Unione delle Forze Democratiche il 7 giugno 1990, che si estese lungo Tsarigradsko Šosse fino ad Aleja Javorov, le proteste ambientaliste del movimento "Occupy Orlov Most" nel 2012, le proteste antimonopolio all'inizio del 2013 e le proteste contro il governo Orešarski.
Al Ponte delle Aquile il viale Tsarigradsko Šosse si interseca con il viale Evlogi e Hristo Georgievi. Il tratto del viale Tsarigradsko Šosse dopo il ponte, in direzione dell'Università di Sofia, si chiama Zar Osvoboditel. Il viale Evlogi e Hristo Georgievi, in direzione sud, raggiunge il Palazzo nazionale della cultura (NDK) e cambia nome in viale Bulgaria.
Dal ponte delle Aquile, tra i palazzi "Asenovec" e "Tsarevec", inizia la pittoresca via Zar Ivan-Asen II, con numerosi negozi, una pasticceria, bar, il čitalište "Anton Strašimirov" con il salone del cinema "Vlaikova", la filiale centrale della Raiffeisen Bank, l'omonima scuola media "Zar Ivan-Asen II" e altro ancora.

## Trasporto pubblico
Linee autobus: 72, 75, 76, 94, 204, 213, 280, 304, 505, 604
Linee autobus elettrici: 9, 84, 184
Linee filobus: 1, 2, 3, 4, 8, 11
Il luogo è nelle immediate vicinanze della stazione metropolitana Orlov Most, servita dalla terza linea della metropolitana di Sofia, e della stazione metropolitana Kliment Ohridski, servita dalla prima e dalla quarta linea della metropolitana di Sofia.

## Omaggi
Uno dei quattro obelischi con l'aquila è raffigurato sul retro della banconota da 20 lev.